# Troldebjerg
Troldebjerg ist ein Wohnplatz der Trichterbecherkultur (TBK) auf der dänischen Insel Langeland. Die Nordgruppe der Trichterbecherkultur wird von der Forschung in sechs nach den Fundorten benannten Untergruppen unterschieden:
- Curslack (Hamburg), Rosenhof bei Dahme (Ostholstein), Satrup und Fuchsberg im Kreis Schleswig-Flensburg
- sowie Troldebjerg, Lindø und Klintebakken, alle auf Langeland.

Das mittelneolithische Troldebjerg liegt östlich von Illebølle und vom Gammellunger Moor und stammt von etwa 3300 v. Chr. Ursprünglich lag es um einen Hügel zwischen zwei Seen. Das heutige Moor war der eine See, der andere See wurde zwischenzeitlich entwässert. Östlich des Hügels ist seine flache Senke noch zu erkennen. Radial um den Hügelfuß lagen 25 Häuser, die zum Teil in den Hügel eingegraben waren. Das größte war ein Langhaus von 70 × 5 m, die übrigen waren kleiner und hufeisenförmig. Die Funde zeigen ein bäuerliches Gemeinwesen mit Getreideanbau und Haustierhaltung als Nahrungsquelle. Die Siedlung wurde von Jens Winther (1863–1955) untersucht; er veröffentlichte die Ergebnisse in zwei heute vergriffenen Büchern.

## Weblink
- Langelandsmuseum (dänisch, mit Fotos)

Koordinaten: 54° 52′ 31,8″ N, 10° 46′ 23″ O